# Prionospio phuketensis
Prionospio phuketensis är en ringmaskart som beskrevs av Hylleberg och Nateewathana 1991. Prionospio phuketensis ingår i släktet Prionospio och familjen Spionidae. Inga underarter finns listade i Catalogue of Life.